# Illa Moodie
L'illa Moodie (en anglès: Moodie Island) és una de les petites illes deshabitades que es troben prop de la costa de l'illa de Baffin i que formen part de l'Arxipèlag Àrtic Canadenc, dins el territori de Nunavut, al nord del Canadà. Està separada de l'illa de Baffin pel canal Littlecote cap a l'oest i per la badia Neptune cap a l'est. L'illa es troba a l'extrem sud de la badia Cumberland, a la península de Hall. La seva superfície és de 233 km².